# Função constante
Em matemática, uma função constante é uma função cujo valor (saída da função) é o mesmo para todos os valores de entrada. Por exemplo, a função {\displaystyle y(x)=4} é uma função constante porque o valor de {\displaystyle y(x)} é {\displaystyle 4} independentemente do valor de entrada {\displaystyle x} (ver imagem).

## Propriedades básicas

Exemplo do gráfico de uma função constante. Observe que a reta azul é paralela ao eixo horizontal

Como uma função com valor real de um argumento com valor real, uma função constante tem a forma geral {\displaystyle y(x)=c} ou apenas {\displaystyle y=c}. Por exemplo, a função {\displaystyle y(x)=2} ou apenas {\displaystyle y=2} é a função constante específica onde o valor de saída (imagem) é {\displaystyle c=2} para qualquer que seja o valor do domínio. Ou seja, {\displaystyle y(0)=2,y(-2,7)=2,y(\pi )=2} e assim por diante. Não importa qual valor de {\displaystyle x} seja inserido, a saída será {\displaystyle 2}. O domínio desta função é o conjunto de todos os números reais {\displaystyle \mathbb {R} }. O conjunto imagem desta função é apenas {\displaystyle \{2\}}.
A função constante pode ser entendida como uma função polinomial de grau zero, sendo um caso particular da função de primeiro grau (função afim) ao assumir que o coeficiente angular {\displaystyle m} é nulo na equação reduzida {\displaystyle y=mx+b}. Sua forma geral é {\displaystyle f(x)=k}, onde {\displaystyle k} é uma constante real. Isso acontece porque apesar de {\displaystyle f(x)} ter {\displaystyle x} como valor de entrada, a variável independente {\displaystyle x} é indiferente na definição da função. Admitindo {\displaystyle y=f(x)}, podemos dizer, que "{\displaystyle y} não está em função de {\displaystyle x}", explicitamente.
Uma função constante {\displaystyle f:\mathbb {R} \rightarrow \mathbb {R} } definida como {\displaystyle f(x)=k,\ \forall x\in \mathbb {R} }, sempre cruzará o eixo das ordenadas (eixo {\displaystyle y}) num ponto {\displaystyle (0,k)}, entretanto, por ser paralela ao eixo horizontal, tal função não necessariamente intercepta o eixo das abscissas (eixo {\displaystyle x}). A função {\displaystyle y=k} terá raízes reais (cruzará o eixo das abscissas) apenas se {\displaystyle k=0}, caso especial onde a reta {\displaystyle f(x)} coincide com o eixo {\displaystyle x}, tendo assim, infinitas soluções (dado que o domínio é um conjunto infinito).
Sejam {\displaystyle f(x)} e {\displaystyle g(x)} funções reais e {\displaystyle f(x)} uma função constante, o sistema formado pelas duas funções terá pelo menos uma solução somente se {\displaystyle g(x)} não for uma função constante ou, caso seja, deverá ser definida como {\displaystyle g(x)=f(x)}.

## Outras Propriedades
Para funções entre conjuntos pré-ordenados, as funções constantes preservam e invertem a ordem; inversamente, se f preserva e inverte a ordem, e se o domínio de f é um reticulado, então f deve ser constante.
- Toda função f constante cujo domínio e contradomínio são o mesmo conjunto X é um zero à esquerda do monóide de transformação completo em X, o que implica que f também é idempotente.
- Tem inclinação/gradiente zero .
- Toda função constante entre espaços topológicos é contínua.
- Uma função constante fatora o conjunto de um ponto, o objeto terminal na categoria de conjuntos. Esta observação é fundamental para a axiomatização da teoria dos conjuntos de F. William Lawvere, a Teoria Elementar da Categoria dos Conjuntos (ETCS).[6]
- Para qualquer Y não vazio, todo conjunto X é isomórfico ao conjunto de funções constantes em {\displaystyle Y\rightarrow X} . Para qualquer Y e cada elemento x em X , existe uma função única {\displaystyle x=Y\rightarrow X}de tal modo que {\displaystyle x(y)=x} para todos {\displaystyle y\in Y}. Por outro lado, se uma função {\displaystyle f:Y\rightarrow X}satisfaz {\displaystyle f(y)=f(y')}para todos {\displaystyle y,y'\in Y}, {\displaystyle f} é por definição uma função constante.
  - Como corolário, o conjunto de um ponto é um gerador na categoria de conjuntos.
  - Cada conjunto {\displaystyle X}é canonicamente isomórfico ao conjunto de funções {\displaystyle X^{1}} , ou conjunto hom {\displaystyle hom(1,X)} na categoria de conjuntos, onde 1 é o conjunto de um ponto. Por causa disso, e da adjunção entre produtos cartesianos e hom na categoria de conjuntos (portanto, há um isomorfismo canônico entre funções de duas variáveis e funções de uma variável avaliada em funções de outra variável (única),  {\displaystyle hom(XxY,Z)\simeq hom(X(hom(Y,Z))} categoria de conjuntos é uma categoria monoidal fechada com o produto cartesiano de conjuntos como produto tensorial e o conjunto de um ponto como unidade tensorial. Nos isomorfismos {\displaystyle \lambda :1\times X\cong X\cong X\times 1:\rho }  natural em X , os unitores esquerdo e direito são as projeções {\displaystyle p_{1}p_{2}} os pares ordenados {\displaystyle (*,x)e(x,*)} e respectivamente ao elemento, onde {\displaystyle *} é o ponto único no conjunto de um ponto.

Uma função em um conjunto conectado é localmente constante se e somente se for constante.